# Glasvingad fältblomfluga
Glasvingad fältblomfluga (Eupeodes lundbecki) är en tvåvingeart som först beskrevs av Soot-ryen 1946.  Glasvingad fältblomfluga ingår i släktet fältblomflugor, och familjen blomflugor.
Artens utbredningsområde är Danmark. Arten är reproducerande i Sverige. Inga underarter finns listade i Catalogue of Life.